# Margherita Durastanti
Margherita Durastanti (professionalment activa entre 1700-1734) va ser una cantant veneciana del segle xviii. Vocalment, ella es descrivia millor com a soprano, encara que més endavant en la seva carrera la seva tessitura va canviar a ser mezzosoprano. Professionalment, va començar a Màntua el 1700 però ella és especialment recordada per la seva associació amb Händel, el gran compositor del barroc.
Després de cantar a Venècia, Parma, Florència i Nàpols va arribar a Londres el 1720. Allà li van oferir un contracte en la Royal Academy of Music de Händel. Els papers que Handel va escriure per a ella durant els següents cinc anys demostren unes habilitats considerables com a cantant i actriu.